# Departamento Capital (Córdoba)
Capital es uno de los 26 departamentos que componen la Provincia de Córdoba (Argentina). Tiene forma de un cuadrado de 24 km de lado y una superficie de 576 km². Está delimitado al norte por el paralelo 31º 18’ 30” S, al este por el meridiano 64º 03’27” O, al sur por el paralelo 31º 31’ 30” S y al oeste por el meridiano 64º 18’ 35” O Limita con los departamentos Colón, al norte, y Santa María, al sur. Antiguamente estuvo rodeado por el departamento Anejos. El río Primero o Suquía cruza el departamento, de oeste a este.
Oficialmente su único municipio es la ciudad de Córdoba,  pero mantiene diferendos con las vecinas localidades de Estación Juárez Celman, Saldán y Villa Allende que poseen parte de sus ejidos en el vértice noroeste del mismo. La localidad de Jardín Arenales, que se encuentra en el límite este del departamento Capital, está conglomerada con Malvinas Argentinas, que pertenece al departamento Colón. Es el único departamento de la provincia que no se subdivide en pedanías.

## Demografía
Según el censo del INDEC de 2022 el departamento cuenta con una población de 1.505.250 habitantes.
| Gráfica de evolución demográfica de Departamento Capital entre 1869 y 2022 |
|                                                                            |
| Fuente: Censos nacionales del INDEC                                        |

### Estructura
Según el censo 2022 la población total del departamento es de 1 505 250 personas, repartidas en 
789 399 mujeres y 715 851 hombres, con un índice de masculinidad de 90,7 hombres por cada 100 mujeres. 
La edad mediana de la población es de 32 años (34 años entre las mujeres y 31 años entre los hombres).
El 11,9% de la población tiene más de 65 años (frente al 10,2% en 2010), y el 2,7% de la población tiene más de 80 años (frente al 2,4% en 2010)

### Salud y educación
El 67,3% de la población tiene al menos un tipo de cobertura de salud. 
Unas 520 890 personas asisten a algún tipo de establecimiento educativo de cualquier nivel y unas 227 554 personas tienen un título terciario o superior (24,9% sobre el total de la población instruida). La tasa de alfabetización es del 99,8

### Migraciones
De las personas residentes en el departamento, unas 207 993 (13,8% del total de población) nacieron en otra provincia, y unas 40 680 (2,7% del total de población) lo hicieron fuera del país, siendo los grupos de inmigrantes más numerosos los provenientes de:
- Perú: 11 751 personas
- Bolivia: 7 002 personas
- Venezuela: 5 505 personas
- Paraguay: 1 602 personas
- Chile: 1 311 personas
- Colombia: 1 198 personas
- Italia: 1 194 personas
- España: 1 025 personas
- Uruguay:  920 personas
- Brasil:  837 personas

### Hogares
En el departamento hay un total de 96 754 viviendas  y 553 470 hogares. 
En cuanto al régimen de tenencia y regularidad de la propiedad de las viviendas, el 48,0% es propia, el 34,3% es alquilada, el 7,2% es cedida o prestada, y el resto se encuentra en otra situación.
Sobre el total de hogares, 544 226 (98,3% del total) tienen acceso a red pública de agua corriente, 308 239 (55,7% del total) tienen desagüe y descarga a red pública cloacal, 366 236 (66,1% del total) tienen acceso a red pública de gas, y 456 579 (82,5% del total) tienen acceso a red de internet en la vivienda. 

## Sismicidad
La sismicidad de la región de Córdoba es frecuente y de intensidad baja, y un silencio sísmico de terremotos medios a graves cada 30 años en áreas aleatorias. Sus últimas expresiones se produjeron:
- 22 de septiembre de 1908 (116 años), a las 17.00 UTC-3, con 6,5 Richter, escala de Mercalli VII; ubicación 30°30′0″S 64°30′0″O / -30.50000, -64.50000; profundidad: 100 km; produjo daños en Deán Funes, Cruz del Eje y Villa de Soto, provincia de Córdoba, y en el sur de las provincias de Santiago del Estero, La Rioja y Catamarca[28]

- 16 de enero de 1947 (78 años), a las 2.37 UTC-3, con una magnitud aproximadamente de 5,5 en la escala de Richter (terremoto de Córdoba de 1947)[27]

- 28 de marzo de 1955 (70 años), a las 6.20 UTC-3 con 6,9 Richter: además de la gravedad física del fenómeno se unió el desconocimiento absoluto de la población a estos eventos recurrentes (terremoto de Villa Giardino de 1955)

- 7 de septiembre de 2004 (20 años), a las 8.53 UTC-3 con 4,1 Richter

- 25 de diciembre de 2009 (15 años), a las 21.42 UTC-3 con 4,0 Richter

## Carreteras que pasan por Córdoba Capital
- Autopista Córdoba - Carlos Paz RN20
- Ruta Nacional 9 (Norte/Sur)
- Autopista Córdoba - Rosario
- Camino San Carlos
- Camino 60 Cuadras
- Ruta Nacional 36
- Ruta provincial 5
- Ruta provincial E-53
- Ruta provincial E-54
- Ruta provincial E-55
- Ruta provincial 88
- Ruta provincial A74
- Ruta nacional 19
- Av E.Borderau (Argüello - Villa Allende)